# ニコチン酸デヒドロゲナーゼ
ニコチン酸デヒドロゲナーゼ（nicotinate dehydrogenase）は、ニコチン酸、ニコチンアミド代謝酵素の一つで、次の化学反応を触媒する酸化還元酵素である。
ニコチン酸 + H2O + NADP+ {\displaystyle \rightleftharpoons } 6-ヒドロキシニコチン酸 + NADPH + H+
この酵素の基質はニコチン酸、NADP+とH2Oで、生成物は6-ヒドロキシニコチン酸、NADPHとH+である。補因子としてFADと鉄を用いる。
この酵素は酸化還元酵素に属し、NAD+またはNADP+を受容体としてCH基またはCH2基に特異的に作用する。組織名はnicotinate:NADP+ 6-oxidoreductase (hydroxylating)で、別名にnicotinic acid hydroxylase、nicotinate hydroxylaseがある。